# Fire Department 2
Fire Department 2 est un jeu vidéo de stratégie en temps réel pour PC développé par Monte Cristo et sorti en novembre 2004 en Europe. Il fait suite à Fire Department et précède Fire Department 3.

## Système de jeu
Fire Department 2 est un jeu de stratégie en temps réel. Le joueur contrôle les faits et gestes de soldats du feu qui sont répartis en plusieurs unités terrestres (pompier, médecin, camion, ...) et aériennes (avion, hélicoptère bombardier d'eau, etc). Le but est d'accomplir différents objectifs (éteindre des incendies, sauver des victimes, etc) au cours de missions.

## Développement
Fire Department 2 est développé par Monte Cristo, un studio français de développement, fondé en 1995.
Le développement du jeu débute en 2003.

## Postérité
Le jeu connait une suite Fire Department 3, sorti en 2006.
Le studio ferme ses portes en 2010.